# Arhopala brooki
Arhopala brooki är en fjärilsart som beskrevs av Bethune-Baker 1903. Arhopala brooki ingår i släktet Arhopala och familjen juvelvingar. Inga underarter finns listade i Catalogue of Life.